# Takashi Ono (Judoka)
Takashi Ono (jap. 小野卓志 Ono Takashi; * 25. Juni 1980) ist ein ehemaliger japanischer Judoka. Er war 2005 und 2011 Weltmeisterschaftsdritter.

## Sportliche Karriere
Der 1,81 m große Takashi Ono kämpfte bis 2008 im Halbmittelgewicht, der Gewichtsklasse bis 81 Kilogramm. 1998 war er Dritter der Juniorenweltmeisterschaften. 2000 belegte er den zweiten Platz bei den Weltmeisterschaften der Studierenden. 2001 gewann Ono eine Bronzemedaille bei den Asienmeisterschaften in Ulaanbaatar, zwei Jahre später konnte er diesen Erfolg in Jeju wiederholen. 2005 siegte Ono erstmals bei den japanischen Meisterschaften. Einen Monat später gewann er den Titel bei den Asienmeisterschaften in Taschkent mit einem Finalsieg über den Südkoreaner Kim Soo-kyung. Bei den Weltmeisterschaften in Kairo unterlag er in seinem zweiten Kampf dem Ukrainer Roman Hontjuk. Mit drei Siegen in der Hoffnungsrunde erreichte er den Kampf um Bronze, den er gegen den Franzosen Anthony Rodriguez gewann. 2006 erkämpfte Ono eine Bronzemedaille bei den Asienspielen in Doha. 2007 folgte eine Bronzemedaille bei den Asienmeisterschaften in Kuwait. 2008 siegte Ono bei den japanischen Meisterschaften und gewann eine Bronzemedaille bei den Asienmeisterschaften in Doha. Bei den Olympischen Spielen in Peking schied er in seinem ersten Kampf gegen den Brasilianer Tiago Camilo aus.
Nach den Olympischen Spielen wechselte Ono ins Mittelgewicht, die Gewichtsklasse bis 90 Kilogramm. Beim ersten Grand-Slam-Turnier in Tokio gewann er im Dezember 2008 das Finale in seiner neuen Gewichtsklasse gegen den Südkoreaner Lee Kyu-won. Anfang 2009 erreichte er auch das Finale beim Grand-Slam-Turnier in Paris, dort unterlag er dem Franzosen Matthieu Dafreville. Im Mai 2009 gewann er das Grand-Slam-Turnier in Moskau mit einem Finalsieg über den Weißrussen Andrej Kasussjonak. Im Dezember siegte er im Finale des Grand-Slam-Turniers in Tokio gegen seinen Landsmann Daiki Nishiyama. Anfang 2010 gewann er das Turnier in Paris vor dem Usbeken Dilshod Choriyev. Im April 2010 gewann Ono auch bei den japanischen Meisterschaften vor Daiki Nishiyama. Im Juli bezwang Ono Nishiyama im Finale des Grand-Slam-Turniers von Moskau. Bei den Weltmeisterschaften in Tokio unterlag Ono im Achtelfinale dem Griechen Ilias Iliadis. Im November 2010 fanden in Guangzhou die Asienspiele 2010 statt, dort siegte Ono im Finale gegen Dilshod Choriev. Im Juni 2011 gewann Ono in Rio de Janeiro mit einem Finalsieg über den Kubaner Asley González sein sechstes Grand-Slam-Turnier. Bei den Weltmeisterschaften in Paris bezwang er im Viertelfinale den Ukrainer Walentyn Hrekow. Nach seiner Halbfinalniederlage gegen Daiki Nishiyama siegte Ono im Kampf um eine Bronzemedaille gegen Lee Kyu-won.
Ende 2012 wechselte Ono ins Halbschwergewicht, die Gewichtsklasse bis 100 Kilogramm. 2013 siegte er bei den japanischen Meisterschaften. Bei den Weltmeisterschaften 2013 in Rio de Janeiro unterlag Ono im Viertelfinale Elxan Məmmədov aus Aserbaidschan. Nach einem Sieg über den Franzosen Cyrille Maret und einer Niederlage gegen den Tschechen Lukáš Krpálek belegte Ono den fünften Platz.